# Cheerleading
Cheerleading (pronuncia inglese: [ˈtʃɪəɹˌliːdɪŋ]; letteralmente ‘dirigere la tifoseria’, o meglio, ‘incoraggiamento’) è il termine angloamericano che indica uno sport che combina coreografie composte da elementi di ginnastica, danza e acrobazia, per concorrere a gare specifiche e per incoraggiare le squadre sul campo di gioco, durante le partite. L'atleta che pratica il cheerleading a livello agonistico è detto "cheerleader" dall'inglese, e "ragazza o ragazzo pompon" in italiano; l'atleta che esegue coreografie prima, durante e dopo le partite di altre squadre è detto "dance brackets", "parentesi di ballo".
Con oltre un milione e mezzo di partecipanti (esclusi i milioni di atleti delle scuole e delle università), il cheerleading è, secondo la rivista Newsweek, uno degli sport più praticati negli Stati Uniti.

## Storia

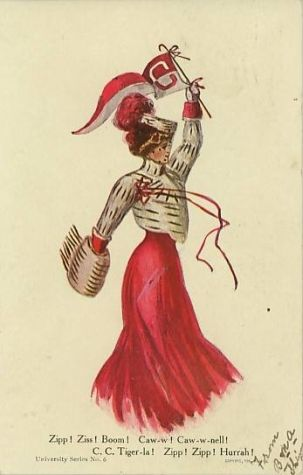
Una cartolina del 1906, rappresentante una cheerleader dell'Università Cornell.

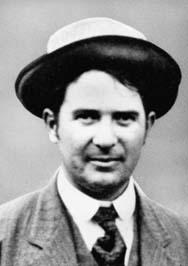
Johnny Campbell, "inventore" del cheerleading.

Le prime manifestazioni di cheerleading cominciarono ad apparire spontaneamente negli Stati Uniti, negli ultimi periodi del 1880, quando durante alcune partite il pubblico cantava insieme per incitare le proprie squadre. Il primo caso di cui si hanno notizie risale al 1894 alla Princeton University. Il 2 novembre 1898 viene segnalato come giorno della nascita del cheerleading organizzato, quando cioè lo studente Johnny Campbell diresse il tifo del pubblico. Poco dopo l'università del Minnesota organizzò una squadra di sei studenti maschi, che continuarono ad usare i cori di Campbell. Nel 1903 nacque la prima organizzazione di cheerleading "Gamma Sigma". Il Cheerleading quindi nacque come attività prettamente maschile, ma dal 1923 nelle squadre di cheerleading cominciarono ad entrare anche le donne. Al giorno d'oggi si è calcolato che il 97% dei cheerleader siano di sesso femminile.
Nel 1948 nacque la National Cheerleaders Association (NCA), mentre dagli anni sessanta la National Football League (NFL) cominciò ad organizzare squadre di cheerleading organizzate, supportatrici "ufficiali" dei vari team. I Baltimore Colts (attualmente Indianapolis Colts) furono la prima squadra dell'NFL ad avere una propria squadra di cheerleader. Da metà degli anni settanta l'immagine delle cheerleader (già in quegli anni diventate quasi esclusivamente donne) cambiò radicalmente, seguendo l'esempio lanciato dalla squadra di supporto dei Dallas Cowboys. Negli anni ottanta le uniformi delle cheerleader divennero estremamente più succinte ed alle coreografie, sempre più elaborate, si aggiunsero passi di ginnastica e acrobazie da stuntman.

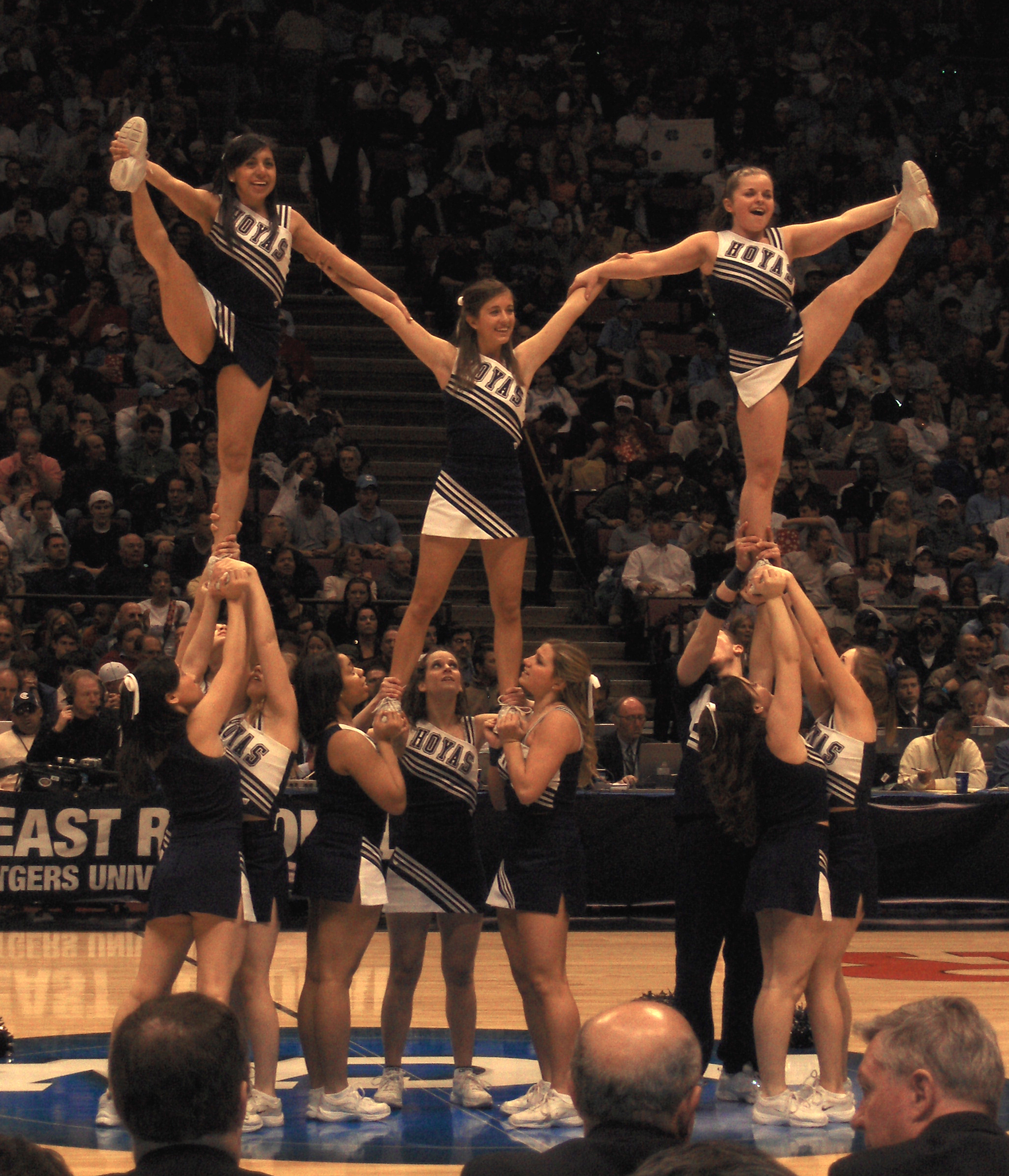
Una piramide umana

La ESPN trasmise per la prima volta in tutto il mondo le competizioni nazionali di cheerleading studentesco nel 1983. Le organizzazioni di cheerleading come la American Association of Cheerleading Coaches and Advisors (AACCA) cominciarono a pretendere norme e standard di sicurezza per le cheerleader, per diminuire il numero di infortuni e prevenire la preparazione di coreografie eccessivamente pericolose, come ad esempio le celebri piramidi umane. Nel 2003, è stato fondato il National Council for Spirit Safety and Education (NCSSE) per offrire agli atleti standard di allenamenti sicuri a cui gli allenatori si devono attenere.
Attualmente, il cheerleading è associato principalmente al football americano ed al basket, mentre sport come il calcio, l'hockey su ghiaccio, il baseball o il wrestling soltanto occasionalmente sponsorizzano squadre di cheerleading. La Coppa del Mondo T20 maschile di cricket in Sudafrica del 2007 è stato il primo evento internazionale ad avere squadre di cheerleader.

## Ilcheerleadingnel mondo

### Cheerleading in Europa
Nel 1994 si è costituita l'ECA, European Cheerleading Association, che dal 1995 organizza i Campionati europei di cheerleading. Nel 2011 diversi membri della ECA decidono di costituire una nuova federazione europea, la European Cheer Union (ECU) sotto l'egida della International Cheer Union (ICU). Ad oggi sono presenti la ECA e la ECU ed organizzano entrambe i campionati europei.

### Cheerleading in Italia
La prima squadra a praticare il cheerleading competitivo in Italia è stata l'ASD Cheerdance Millennium di Gropada (Trieste). Costituitasi nel 2003, fu la prima squadra a rappresentare l'Italia ai campionati europei di cheerleading a Manchester, lo stesso anno. Nel 2008 si è costituita la FISAC, Federazione Italiana Sport Acrobatici e Coreografici. che organizza il primo campionato nazionale di cheerleading nel 2009 a Cesenatico. Nello stesso anno si costituisce la FICAD, Federazione Italiana Cheerleading Acrobatico e Dance.
Nel 2010 la FISAC diventa membro dell'International Cheer Union (ICU). Nello stesso anno la FICAD entra nella International Cheerleading Federation (IFC) e nella (ECA) European Cheerleading Association. Nel 2011 viene istituita la European Cheer Union (ECU), branca Europea della ICU, di cui entra a far parte la FISAC. Nel 2013 membri provenienti da entrambe le federazioni decidono di costituire la FICEC, Federazione Italiana Cheerleading e Cheersport dopo pochi mesi dalla sua fondazione, viene riconosciuta (unitamente alle altre due federazioni operanti in Italia) dalla European Cheer Union.
Nel mese di aprile 2018 l'assemblea generale della International Cheer Union vota per il riconoscimento di FICEC quale unico ente di riferimento italiano per il Cheerleading a livello mondiale. Da allora, la FICEC gode del pieno sostegno di ICU ed ECU per la promozione e lo sviluppo dello Sport Cheer in Italia.

## Cheerleading nei media
Dal 1997 dopo varie trasmissioni televisive sulle gare di cheerleading e l'uscita di numerosi film sull'argomento, il cheerleading è diventato popolare anche al di fuori degli Stati Uniti. Attualmente tale sport è praticato in tutto il mondo con milioni di partecipanti.
L'aumentare della popolarità del cheerleading negli ultimi anni ha reso l'argomento uno dei più rappresentati nei film destinati ad un pubblico giovanile. La storia del film del 2000 Ragazze nel pallone, con protagonista Kirsten Dunst (che in passato era stata davvero una cheerleader), ruotava proprio intorno alla competizione fra alcune squadre di cheerleader di diverse scuole.
Il film ebbe un successo inaspettato, incassando circa 70 milioni di dollari e generando due sequel, il secondo dei quali, intitolato Ragazze nel pallone - Tutto o niente, aveva come protagonista Hayden Panettiere. Proprio la Panettiere però diverrà celebre solo in seguito, interpretando nuovamente il ruolo della cheerleader nel telefilm Heroes. Hanno girato anche un telefilm con pochi telespettatori, Hellcats, con protagonista Ashley Tisdale.
Dal 2006 il canale Lifetime trasmette il reality show Cheerleader Nation, trasmesso dalla Paul Laurence Dunbar High School a Lexington (Kentucky). Il reality show segue le vicende della squadra di cheerleader dell'istituto, alla conquista del terzo titolo nazionale.
La Nintendo ha pubblicato due videogiochi in Giappone per la console Nintendo DS, dal titolo Osu! Tatakae! Ouendan, ed il sequel Moero! Nekketsu Rhythm Damashii. Il gioco è incentrato sul cheerleading acrobatico maschile. Oltre alle coreografie, nel gioco è importante tenere alto il morale della squadra che si supporta, incitando in maniera sempre più forte.